# Mistrzostwa Japonii w Łyżwiarstwie Figurowym 2016
Mistrzostwa Japonii w łyżwiarstwie figurowym 2016 – 84. zawody mające na celu wyłonienie najlepszych łyżwiarzy figurowych w Japonii. W ramach mistrzostw Japonii rozgrywano m.in.:
- Mistrzostwa Japonii Seniorów – 24–27 grudnia 2015 w Sapporo,
- Mistrzostwa Japonii Juniorów – 21–23 listopada 2015 w Hitachinace.

## Wyniki

### Kategoria seniorów

#### Soliści
| Poz.                                 | Zawodnik           | Nota łączna | SP | SP     | FS | FS     |
| ------------------------------------ | ------------------ | ----------- | -- | ------ | -- | ------ |
| 1                                    | Yuzuru Hanyū       | 286,36      | 1  | 102,63 | 1  | 183,73 |
| 2                                    | Shōma Uno          | 267,15      | 2  | 97,94  | 3  | 169,21 |
| 3                                    | Takahito Mura      | 263,46      | 3  | 93,26  | 2  | 170,20 |
| 4                                    | Keiji Tanaka       | 242,05      | 6  | 74,19  | 4  | 167,86 |
| 5                                    | Takahiko Kozuka    | 228,82      | 5  | 78,19  | 6  | 150,63 |
| 6                                    | Sōta Yamamoto      | 215,15      | 11 | 62,92  | 5  | 152,23 |
| 7                                    | Daisuke Murakami   | 214,56      | 4  | 83,49  | 8  | 131,07 |
| 8                                    | Ryūju Hino         | 213,17      | 7  | 74,03  | 7  | 139,14 |
| 9                                    | Shu Nakamura       | 194,84      | 8  | 69,47  | 11 | 125,37 |
| 10                                   | Daichi Miyata      | 193,17      | 10 | 66,61  | 10 | 126,56 |
| 11                                   | Koshiro Shimada    | 188,76      | 17 | 58,41  | 9  | 130,35 |
| 12                                   | Sei Kawahara       | 188,39      | 9  | 66,72  | 13 | 121,67 |
| 13                                   | Jun Suzuki         | 185,18      | 14 | 61,82  | 12 | 123,36 |
| 14                                   | Mitsuki Sumoto     | 176,32      | 18 | 58,11  | 14 | 118,21 |
| 15                                   | Daisuke Isozaki    | 175,02      | 19 | 57,15  | 15 | 117,87 |
| 16                                   | Kazuki Tomono      | 173,72      | 12 | 62,51  | 17 | 111,21 |
| 17                                   | Eiki Hattori       | 173,26      | 13 | 61,94  | 16 | 111,32 |
| 18                                   | Hiroaki Satō       | 167,92      | 16 | 60,03  | 20 | 107,89 |
| 19                                   | Kohei Yoshino      | 163,88      | 20 | 55,97  | 19 | 107,91 |
| 20                                   | Koshin Yamada      | 161,09      | 23 | 53,02  | 18 | 108,07 |
| 21                                   | Naoki Oda          | 158,95      | 15 | 61,21  | 22 | 97,74  |
| 22                                   | Kosuke Nozoe       | 156,44      | 21 | 54,89  | 21 | 101,55 |
| 23                                   | Masato Kimura      | 150,55      | 22 | 53,19  | 23 | 97,36  |
| 24                                   | Ryuta Katada       | 140,34      | 24 | 51,54  | 24 | 88,80  |
| Nie awansowali do programu dowolnego |                    |             |    |        |    |        |
| 25                                   | Kento Kajita       | NQ          | 25 | 51,42  | NQ | NQ     |
| 26                                   | Keiichiro Sasahara | NQ          | 26 | 51,28  | NQ | NQ     |
| 27                                   | Ryo Sagami         | NQ          | 27 | 50,85  | NQ | NQ     |
| 28                                   | Ryoichi Yuasa      | NQ          | 28 | 50,69  | NQ | NQ     |
| 29                                   | Kosuke Nakano      | NQ          | 29 | 50,36  | NQ | NQ     |
| 30                                   | Kosuke Watabe      | NQ          | 30 | 49,56  | NQ | NQ     |

#### Solistki
| Poz.                                 | Zawodniczka     | Nota łączna | SP  | SP    | FS  | FS     |
| ------------------------------------ | --------------- | ----------- | --- | ----- | --- | ------ |
| 1                                    | Satoko Miyahara | 212,83      | 1   | 73,24 | 1   | 139,59 |
| 2                                    | Wakaba Higuchi  | 195,35      | 3   | 67,48 | 3   | 127,87 |
| 3                                    | Mao Asada       | 193,75      | 5   | 62,03 | 2   | 131,72 |
| 4                                    | Rika Hongo      | 193,28      | 2   | 67,48 | 4   | 124,89 |
| 5                                    | Yuna Shiraiwa   | 186,33      | 6   | 61,92 | 5   | 124,41 |
| 6                                    | Kanako Murakami | 181,58      | 4   | 66,02 | 8   | 115,56 |
| 7                                    | Yuka Nagai      | 178,86      | 7   | 60,42 | 6   | 118,44 |
| 8                                    | Rin Nitaya      | 178,48      | 8   | 60,10 | 7   | 118,38 |
| 9                                    | Marin Honda     | 171,62      | 11  | 58,23 | 9   | 113,39 |
| 10                                   | Mariko Kihara   | 170,69      | 12  | 58,10 | 11  | 112,59 |
| 11                                   | Yuhana Yokoi    | 169,40      | 13  | 56,30 | 10  | 113,10 |
| 12                                   | Yura Matsuda    | 165,84      | 10  | 58,76 | 13  | 107,08 |
| 13                                   | Kaori Sakamoto  | 165,50      | 17  | 53,90 | 12  | 111,60 |
| 14                                   | Hinano Isobe    | 161,24      | 14  | 55,69 | 15  | 105,55 |
| 15                                   | Haruka Imai     | 161,23      | 15  | 55,20 | 14  | 106,03 |
| 16                                   | Yuna Aoki       | 155,84      | 9   | 58,96 | 18  | 96,88  |
| 17                                   | Miyabi Oba      | 153,41      | 22  | 49,52 | 16  | 103,89 |
| 18                                   | Yuki Nishino    | 151,32      | 21  | 49,81 | 17  | 101,51 |
| 19                                   | Saya Ueno       | 147,06      | 16  | 55,05 | 19  | 92,01  |
| 20                                   | Riona Katō      | 141,12      | 19  | 52,35 | 20  | 88,77  |
| 21                                   | Haruna Suzuki   | 137,28      | 20  | 51,49 | 21  | 85,79  |
| 22                                   | Chinatsu Mori   | 137,28      | 24  | 45,84 | 22  | 85,14  |
| 23                                   | Uruha Takahashi | 130,75      | 18  | 52,41 | 24  | 78,34  |
| 24                                   | Kaho Komaki     | 127,79      | 23  | 47,38 | 23  | 80,41  |
| Nie awansowały do programu dowolnego |                 |             |     |       |     |        |
| 25                                   | Ayana Yasuhara  | NQ          | 25  | 42,96 | NQ  | NQ     |
| 26                                   | Rika Oya        | NQ          | 26  | 42,78 | NQ  | NQ     |
| 27                                   | Ayaka Hosoda    | NQ          | 27  | 41,44 | NQ  | NQ     |
| 28                                   | Mina Taniguchi  | NQ          | 28  | 37,08 | NQ  | NQ     |
| 29                                   | Ami Dobashi     | NQ          | 29  | 35,82 | NQ  | NQ     |
| WD                                   | Miyu Nakashio   | DNS         | DNS | DNS   | DNS | DNS    |

#### Pary sportowe
| Poz. | Zawodnicy                            | Nota łączna | SP | SP    | FS | FS    |
| ---- | ------------------------------------ | ----------- | -- | ----- | -- | ----- |
| 1    | Sumire Sutō / Francis Boudreau-Audet | 149,55      | 1  | 53,31 | 1  | 96,24 |
| 2    | Marin Ono / Wesley Killing           | 133,22      | 2  | 45,94 | 2  | 87,28 |
| 3    | Miu Suzaki / Ryuichi Kihara          | 126,12      | 3  | 43,64 | 3  | 82,48 |

#### Pary taneczne
| Poz. | Zawodnicy                         | Nota łączna | SD | SD    | FD | FD    |
| ---- | --------------------------------- | ----------- | -- | ----- | -- | ----- |
| 1    | Kana Muramoto / Chris Reed        | 147,08      | 1  | 58,36 | 1  | 88,72 |
| 2    | Emi Hirai / Marien de la Asuncion | 141,63      | 2  | 54,24 | 2  | 87,39 |
| 3    | Ibuki Mori / Kentarō Suzuki       | 110,56      | 3  | 43,66 | 3  | 66,90 |
| 4    | Haruno Yajima / Kokoro Mizutani   | 75,82       | 4  | 29,79 | 4  | 46,03 |

### Kategoria juniorów

#### Soliści
| Poz.                                 | Zawodnik           | Nota łączna | SP | SP    | FS  | FS     |
| ------------------------------------ | ------------------ | ----------- | -- | ----- | --- | ------ |
| 1                                    | Sōta Yamamoto      | 213,40      | 1  | 70,42 | 1   | 142,98 |
| 2                                    | Kazuki Tomono      | 183,19      | 3  | 63,53 | 3   | 119,66 |
| 3                                    | Daichi Miyata      | 178,38      | 4  | 60,94 | 4   | 117,44 |
| 4                                    | Koshiro Shimada    | 177,43      | 8  | 55,04 | 2   | 122,39 |
| 5                                    | Shu Nakamura       | 172,83      | 2  | 63,78 | 8   | 109,05 |
| 6                                    | Mitsuki Sumoto     | 169,87      | 6  | 58,82 | 6   | 111,05 |
| 7                                    | Taichiro Yamakuma  | 167,99      | 12 | 50,68 | 5   | 117,31 |
| 8                                    | Hidetsuku Kamata   | 163,87      | 5  | 58,89 | 9   | 104,98 |
| 9                                    | Sena Miyake        | 162,05      | 9  | 52,93 | 7   | 109,12 |
| 10                                   | Taichi Honda       | 154,67      | 7  | 55,98 | 11  | 98,69  |
| 11                                   | Yuto Kishina       | 151,55      | 16 | 47,98 | 10  | 103,57 |
| 12                                   | Kotaro Tekeuchi    | 149,51      | 10 | 51,61 | 13  | 97,90  |
| 13                                   | Kazuki Kushida     | 146,38      | 15 | 48,43 | 12  | 97,95  |
| 14                                   | Tatsuya Tsuboi     | 145,58      | 14 | 48,89 | 14  | 96,69  |
| 15                                   | Shun Satō          | 143,46      | 13 | 50,11 | 15  | 93,35  |
| 16                                   | Tsunehito Karakawa | 141,61      | 11 | 51,02 | 16  | 90,59  |
| 17                                   | Mahu Nishiyama     | 132,43      | 18 | 46,88 | 20  | 85,55  |
| 18                                   | Kento Kobayashi    | 132,33      | 19 | 45,86 | 18  | 86,47  |
| 19                                   | Kyoren Yakamoto    | 130,73      | 23 | 44,17 | 17  | 86,56  |
| 20                                   | Sasaki Haruya      | 129,07      | 24 | 42,98 | 19  | 86,09  |
| 21                                   | Satoshi Yamafuji   | 129,00      | 21 | 45,22 | 21  | 83,78  |
| 22                                   | Rei Takeshi        | 120,19      | 20 | 45,57 | 23  | 74,62  |
| 23                                   | Shion Kamada       | 119,90      | 22 | 44,36 | 22  | 75,54  |
| 24                                   | Shoya Ichihashi    | DNF         | 17 | 46,98 | DNF | DNF    |
| Nie awansowali do programu dowolnego |                    |             |    |       |     |        |
| 25                                   | Hori Yoshito       | NQ          | 25 | 42,60 | NQ  | NQ     |
| 26                                   | Kazuki Hasegawa    | NQ          | 26 | 39,68 | NQ  | NQ     |
| 27                                   | Ryu Migaku         | NQ          | 27 | 39,47 | NQ  | NQ     |
| 28                                   | Ryoshin Kobayashi  | NQ          | 28 | 36,35 | NQ  | NQ     |
| 29                                   | Kotaro Hayakawa    | NQ          | 29 | 32,54 | NQ  | NQ     |

#### Solistki
| Poz.                                 | Zawodnik            | Nota łączna | SP | SP    | FS | FS     |
| ------------------------------------ | ------------------- | ----------- | -- | ----- | -- | ------ |
| 1                                    | Wakaba Higuchi      | 189,23      | 1  | 66,83 | 1  | 122,40 |
| 2                                    | Yuna Shiraiwa       | 184,16      | 2  | 62,77 | 2  | 121,39 |
| 3                                    | Yuhana Yokoi        | 177,40      | 4  | 60,16 | 3  | 117,24 |
| 4                                    | Rin Nitaya          | 175,97      | 3  | 61,03 | 4  | 114,94 |
| 5                                    | Kaori Sakamoto      | 170,72      | 5  | 58,96 | 6  | 111,76 |
| 6                                    | Marin Honda         | 168,88      | 7  | 54,65 | 5  | 114,23 |
| 7                                    | Yuna Aoki           | 162,47      | 10 | 52,96 | 8  | 109,51 |
| 8                                    | Mai Mihara          | 160,12      | 15 | 49,08 | 7  | 111,04 |
| 9                                    | Mako Yamashita      | 159,21      | 12 | 51,40 | 9  | 107,81 |
| 10                                   | Kokoro Iwamoto      | 154,98      | 6  | 55,53 | 10 | 99,45  |
| 11                                   | Rika Kihira         | 142,91      | 8  | 53,38 | 15 | 89,53  |
| 12                                   | Nana Araki          | 141,89      | 11 | 51,83 | 14 | 90,06  |
| 13                                   | Rinka Watanabe      | 140,90      | 9  | 53,35 | 17 | 87,55  |
| 14                                   | Rino Kasakake       | 139,25      | 18 | 47,04 | 12 | 92,31  |
| 15                                   | Sui Takeuchi        | 139,25      | 21 | 45,05 | 11 | 94,20  |
| 16                                   | Sumi Kihana         | 138,39      | 13 | 50,07 | 16 | 88,32  |
| 17                                   | Riko Takino         | 137,82      | 19 | 46,47 | 13 | 91,35  |
| 18                                   | Emiri Nagata        | 131,48      | 20 | 45,18 | 18 | 86,30  |
| 19                                   | Moa Iwano           | 130,06      | 17 | 47,19 | 19 | 82,87  |
| 20                                   | Hina Takeno         | 129,84      | 16 | 47,49 | 20 | 82,35  |
| 21                                   | Ayane Yokoi         | 126,97      | 14 | 49,75 | 22 | 77,22  |
| 22                                   | Ozawa Minamoto      | 124,33      | 22 | 44,94 | 21 | 79,39  |
| 23                                   | Kiyoshiyo Kobayashi | 120,56      | 23 | 44,51 | 23 | 76,05  |
| 24                                   | Misaki Morishita    | 120,43      | 24 | 44,47 | 24 | 75,96  |
| Nie awansowały do programu dowolnego |                     |             |    |       |    |        |
| 25                                   | Akari Matsuraba     | NQ          | 25 | 44,23 | NQ | NQ     |
| 26                                   | Saya Suzuki         | NQ          | 26 | 44,17 | NQ | NQ     |
| 27                                   | Tomoe Kawabata      | NQ          | 27 | 44,17 | NQ | NQ     |
| 28                                   | Harua Baba          | NQ          | 28 | 43,33 | NQ | NQ     |
| 29                                   | Dayang Osawa        | NQ          | 29 | 40,47 | NQ | NQ     |
| 30                                   | Mizuho Higuchi      | NQ          | 30 | 38,23 | NQ | NQ     |

#### Pary sportowe
| Poz. | Zawodnicy                              | Nota łączna | SP | SP    | FS | FS    |
| ---- | -------------------------------------- | ----------- | -- | ----- | -- | ----- |
| 1    | Riku Miura / Shoya Ichihashi           | 107,50      | 1  | 37,11 | 1  | 70,39 |
| 2    | Yoshino Sekiguchi / Shunsuke Sekiguchi | 69,95       | 2  | 22,75 | 2  | 47,20 |

#### Pary taneczne
| Poz. | Zawodnicy                        | Nota łączna | SD | SD    | FD | FD    |
| ---- | -------------------------------- | ----------- | -- | ----- | -- | ----- |
| 1    | Rikako Fukase / Aru Tateno       | 120,10      | 1  | 47,71 | 1  | 72,39 |
| 2    | Kumiko Maeda / Junya Watanabe    | 99,62       | 2  | 44,36 | 2  | 55,26 |
| 3    | Himesato Hirayama / Kenta Azuma  | 79,99       | 3  | 34,50 | 3  | 45,49 |
| 4    | Ayumi Takanami / Daiki Shimazaki | 68,51       | 4  | 24,66 | 4  | 43,85 |